# Tesia
Tesia é um género de aves da família Cettiidae.

## Espécies
Este género contém as seguintes espécies:
- Tesia olivea
- Tesia cyaniventer
- Tesia superciliaris
- Tesia everetti